# The Return of Navajo Boy
The Return of Navajo Boy (tạm dịch: Sự trở về của cậu bé Navajo) là một bộ phim tài liệu do Jeff Spitz và Bennie Klain dàn dựng, được phát hành vào năm 2000 và được trao nhiều giải thưởng về phim tài liệu. Nội dung bộ phim nói về một số người Navajo thuộc dòng họ Cly vốn mắc những chứng bệnh nghiêm trọng do việc ô nhiễm môi trường gây ra bởi việc khai thác urani ở khu vực sinh sống của dân Navajo tại Thung lũng Monument thuộc bang Utah. Người lãnh trách nhiệm sản xuất phim này Bill Kennedy; trước đó người cha quá cố của Bill đã từng sản xuất một bộ phim câm mang tên là Cậu bé Navajo cũng nói về dòng họ Cly.
Vào năm 2000, bộ phim tài liệu này được trình chiếu tại Liên hoan phim Sundance và đã giành được nhiều giải thưởng. Bộ phim đã phơi bày nhiều khó khăn mà người dân Navajo đang gồng mình gánh chịu và vấn đề tiêu cực tồn đọng trong mối quan hệ giữa cộng đồng người Navajo với giới chức chính quyền Hoa Kỳ cùng các tập đoàn đang khai thác vùng đất này, tỉ như chủ nghĩa dân tộc môi trường, phân biệt chủng tộc, chủ nghĩa da trắng thượng đẳng, sự đại diện người da đỏ trong báo chí và trong chính trị, việc đưa con nuôi ra khỏi vùng tự trị, và việc chính phủ cùng các công ty lớn không chịu bồi thường về những hậu quả mà họ gây ra cho cộng đồng dân bản địa.

## Nội dung
Bộ phim nói về câu chuyện của gia đình Cly, một gia đình người da đỏ thuộc tộc Navajo sinh sống tại phần lãnh thổ thuộc khu bảo tồn Navajo nằm ở Thung lũng Monument, Utah. Họ chính là những nhân vật chính trong bộ phim câm The Navajo Boy sản xuất cách đó gần nửa thế kỷ. Đồng thời, qua câu chuyện của họ, đạo diễn và gia đình Cly đã phơi bày cho người xem thấy những khó khăn và bất công họ phải gánh chịu: vấn đề đất đai và ô nhiễm môi trường, việc nhận con nuôi ra khỏi khu tự trị, giáo dục thể chất, việc thi hành các quyền hạn trong hiệp ước, và mối quan hệ với chính phủ Hoa Kỳ.
Phần lớn nội dung bộ phim năm 2000 được kể bởi nhân vật chính, Elsie Mae Cly Begay, người con lớn nhất trong bộ phim The Navajo Boy. Bà cũng là người dòng họ Cly lớn tuổi nhất trong bộ phim này. Mẹ của bà, Happy Cly chết vì ung thư phổi, mà nguyên nhân của căn bệnh này được gia đình tin rằng là do sự ô nhiễm môi trường gây ra bởi việc khai thác urani tại nơi mà bà và các con sống thời thơ ấu. (Ngôi nhà này đã bị phá dỡ vào năm 2001).)
Urani đã được khai thác suốt 4 thập niên trên 6 khu vực của vùng tự trị người da đỏ, để lại nhiều vùng mỏ hoang và nhiều bãi thải, nơi ở cũ của Begay cũng nằm gần những khu như thế. Trong một số khu vực, những tảng đá bị ô nhiễm urani được người dân bản địa dùng để xây nhà. Nước và không khí cũng bị ô nhiễm. "Cho đến cuối thập niên 1970 khi các khu mỏ bắt đầu đóng cửa, một số thợ mỏ bắt đầu chết vì ung thư phổi, khí thũng hay các bệnh liên quan tới phóng xạ khác."
Khi Happy Cly mới qua đời, người con út của Happy, John Wayne Cly, chỉ mới là một đứa trẻ sơ sinh. Một hội truyền giáo của đạo Kitô đã nhận nuôi John. Elsie Mae Begay khẳng định rằng gia đình chỉ đồng ý để cho John được chăm sóc đến khi cậu sáu tuổi rồi trả về lại gia đình. Cả nhà đã thất lạc John, tuy nhiên trong quá trình làm phim, cuối cùng thì John cũng được đoàn tụ với gia đình cũ của mình.
Ông bà quá cố của Elsie Mae, Happy and Willie Cly, là nhân vật chính của bộ phim câm thập niên 1960. "Cậu bé Navajo" trong bộ phim cũ chính là Jimmy Cly, anh em họ của Elsie Mae.

## Đánh giá của dư luận
The Return of Navajo Boy được phát sóng trên kênh PBS vào ngày 13 tháng 11 năm 2000. Nó đã giành được giải thưởng ở nhiều liên hoan phim và được phát sóng đều đặn trong các sự kiện hoạt động xã hội, tại các thư viện công cộng và tại các trường đại học, khi người ta muốn giới thiệu và giáo dục về các vấn đề được nêu ra trong bộ phim.
Elsie Mae Begay về sau trở thành một nhà hoạt động xã hội. Bà đã thuyết giảng về những vấn đề đối với gia đình mình và đối với cộng đồng người Navajo tại các trường đại học và tại Quốc hội Hoa Kỳ, qua đó nêu lên mong muốn có được sự cải thiện về đời sống đối với cộng đồng dân cư Navajo, tỉ như thi hành các biện pháp kiểm soát ô nhiễm môi trường. Một người con dâu của bà, Mary Helen Begay, đã tổ chức quay phim các hoạt động thanh tẩy chất gây ô nhiễm của Cơ quan Bảo vệ Môi sinh Hoa Kỳ (EPA) với một máy quay phim do hãng Groundswell Educational Films - nhà sản xuất bộ phim tài liệu - cung cấp.
Năm 2008, phần 2 của bộ phim tài liệu ra mắt khán giả và bộ phim được trình chiếu tại Đồi Capitol ở Washington, DC trước Quốc hội và các quan chức EPA. Cùng năm đó, Quốc hội Hoa Kỳ phê chuẩn một kế hoạch làm giảm ô nhiễm môi trường tại các khu dân cư người Navajo với thời hạn 5 năm và có sự tham gia của 5 cơ quan Nhà nước.
Sau khi bộ phim được sản xuất, Bernie Cly, một trong những nhân vật thuộc gia đình Cly trong phim, đã được nhận khoản bồi thường 100,000 Mỹ kim theo Đạo luật bồi thường phơi nhiễm chất phóng xạ năm 1990. Đạo luật này được ban hành nhằm bồi thường thiệt hại về sức khỏe cho những công nhân mỏ urani và những gia đình gánh chịu sự ô nhiễm môi trường do việc khai thác urani, đặc biệt trong giai đoạn thập niên 1950-1970. Chính phủ Hoa Kỳ là người đứng ra nhận trách nhiệm bồi thường.

## Ảnh hưởng
Khu bảo tồn Navajo từ lâu đã quan ngại về ảnh hưởng tiêu cực của việc khai thác urani trên lãnh thổ của họ và Cơ quan bảo vệ môi sinh của khu tự trị này đã nhận diện được nhiều khu vực bị ô nhiễm nặng. Vào năm 2005, khu bảo tồn Navajo trở thành vùng tự trị đầu tiên của người da đỏ có hoạt động khai thác urani bị cấm.
Sau khi nhận diện được các nguồn nước và khu dân cư bị ô nhiễm, EPA và Khu bảo tồn Navajo đã xây dựng một kế hoạch thời hạn 5 năm và có sự tham gia của nhiều cơ quan nhà nước khác nhau với mục đích giải quyết sự ô nhiễm trong khu tự trị này. Vào năm 2011, mục tiêu chính đầu tiên của kế hoạch đã hoàn tất với hơn 20.000 yard khối vật liệu ô nhiễm đã được bốc dỡ khỏi vùng mỏ hoang Skyline, gần khu nhà cũ của Begay. Quá trình xử lý ô nhiễm trong kế hoạch này đã được quay phim và đăng tải trên mạng Internet.
Đầu năm 2010, cơ quan Dịch vụ Y tế cho người bản thố Mỹ bắt đầu sử dụng bộ phim này như một biện pháp nhằm nâng cao ý thức của người dân về vấn đề ô nhiễm urani và các hậu quả về sức khỏe đối với cộng đồng người bản địa tại khu bảo tồn Navajo.

## Giải thưởng
- Được trình chiếu tại Liên hoan phim Sundance năm 2000[8]
- Giải thưởng "Phim tài liệu xuất sắc nhất" tại Liên hoan phim và hình ảnh video Indian Summer năm 2003[9]
- Giải thưởng "Sự lựa chọn của Thảo chương viên" tại Liên hoan phim môi trường Planet in Focus năm 2000[10][11]
- Giải thưởng Khán giả tại Liên hoan phim Quốc tế Durango[12]